# Vera Neuenswander
Vera Neuenswander, Vera Schmitz (ur. 3 grudnia 1987) – amerykańska lekkoatletka, tyczkarka.
Srebrna medalistka mistrzostw NCAA (2009).

## Rekordy życiowe
- Skok o tyczce – 4,45 (2013)